# Zingiber odoriferum
Zingiber odoriferum är en enhjärtbladig växtart som beskrevs av Carl Ludwig von Blume. Zingiber odoriferum ingår i släktet Zingiber och familjen Zingiberaceae.

## Underarter
Arten delas in i följande underarter: